# 南の風 (県民歌)
「南の風」（みなみのかぜ）は日本の都道府県の一つ、長崎県が制定した県民歌である。作詞・県民の歌作詞委員会、作曲・山口健作、編曲・船村徹。
曲の表題は資料により「長崎県民歌 南の風」、もしくは「わがふる里長崎県の歌『南の風』」とされている場合がある。本項では、県民歌と同じSPレコードに収録されている「長崎県民音頭」についても解説する。

## 解説
公選第4-6代知事の佐藤勝也が打ち出した「県勢振興5ヵ年計画構想」の一環として「明るく楽しい県民生活のために、いつでもどこでも、誰にでも歌える歌」を制定意義とする県民歌の制定が提唱され、県民の歌作詞委員会が組織された。しかし、応募された歌詞の審査結果は「該当作無し」となり、作詞委員会が新規に作成した歌詞を使用している。作曲は依頼により長崎大学教授（当時）・山口健作が行い、船村徹が編曲を担当した。
1961年（昭和36年）、先に完成していた「長崎県民音頭」と合わせて若山彰と初代コロムビア・ローズが歌唱するSPレコードが日本コロムビアより発売され、県内の市役所・町村役場に配布された。このレコードは県の予想以上の人気を博し、佐藤知事は「くちびるに歌を」をキャッチフレーズとする歌声運動を提唱する。そして自ら作詞した「この道を歩もう」「悲しみを越えて」の2曲の作曲を明本京静に依頼し、安西愛子が歌唱するレコードの製作費用70万円を県の予算に計上したが県議会で「売名行為」との批判が相次ぎ、レコードの製作費用は予算から削除された。
2000年代以降は長崎県障害者スポーツ大会の開会式で演奏される程度で県民の認知度が低下しており、県の公式サイトでは認知度を上げるため新規に作成したミュージック・ビデオを試聴に供している。2014年（平成26年）には、第69回長崎がんばらんば国体開会式で県旗掲揚時に演奏された。

### 長崎県民音頭
「南の風」と同じレコードのB面に収録されている「長崎県民音頭」は県民歌に先駆けて歌詞を公募し、2代目「ラジオ体操の歌」（1951年 - 1956年）の作詞者として知られる脇太一の応募作が採用された。作曲は選考委員を務めた木野普見雄が行い、1959年（昭和34年）4月に出島の三菱会館で開催された「第2回県民謡民芸顕彰大会」で初演奏が行われた。

## 歌詞
歌詞は団体名義につき、2011年（平成23年）12月31日に著作権の保護期間を満了。